# Thalusia
Thalusia is een kevergeslacht uit de familie van de boktorren (Cerambycidae). De wetenschappelijke naam van het geslacht werd voor het eerst geldig gepubliceerd in 1864 door Thomson.

## Soorten
Thalusia omvat de volgende soorten:
- Thalusia atrata (Melzer, 1918)
- Thalusia erythromera (Audinet-Serville, 1834)